# سیارک ۴۸۵۴
سیارک ۴۸۵۴ (به انگلیسی: 4854 Edscott، نامگذاری:1981ED27) چهار هزار و هشتصد و پنجاه و چهارمین سیارک کشف شده‌است که در ۲ مارس ۱۹۸۱ کشف شد.
قدر مطلق سیارک برابر ۱۲٫۹۰ است.